# Alfredo Morales
Alfredo Morales (Berlín, Alemania, 12 de mayo de 1990) es un futbolista estadounidense que juega de centrocampista en el St. Louis City S. C. de la Major League Soccer.
A nivel internacional, pese a haber podido elegir jugar para cualquiera de las selecciones de tres países, Morales decidió finalmente representar a los Estados Unidos tras aceptar el llamado de esta selección a la Copa de Oro de la Concacaf 2015 en junio de ese año.

## Trayectoria

### Juveniles
Inició su carrera jugando en varios clubes de Berlín. En julio del año 2000, integró las canteras del club alemán Hertha Berlín. En su nuevo club, Morales empezó a desempeñarse en roles defensivos. En 2007, logró la School World Cup en Chile con el Poelchau Oberschule Berlin, una escuela de deportes.

### Hertha Berlín
En noviembre de 2008, Morales debutó con el segundo equipo del Hertha BSC en la Regionalliga Norte. Dos años después, viajó por primera vez con los futbolistas profesionales en la pretemporada de verano. Debutó profesionalmente con el primer equipo del Hertha Berlín el 5 de diciembre de 2010 ante el TSV 1860 Munich, Hertha, perdió 0–1. El Hertha Berlín ascendió a la máxima división alemana para la temporada 2011-12 y Morales fue incluido en el primer equipo. El 13 de agosto de 2011, debutó en la Bundesliga ante el Hamburgo, ingresando a los sesenta y siete minutos en el empate de 2-2.
Luego de dos temporadas con participaciones irregulares en el equipo de Berlín, Morales decidió no extender su contrato al final de la temporada 2012-13.

### FC Ingolstadt
El 17 de mayo de 2013 fichó con el FC Ingolstadt de la 2. Bundesliga. Morales tuvo un debut de terror con su nuevo club, regalando un gol al equipo contrario, ocasionando un penal para un segundo y siendo expulsado casi al final en la derrota 2-1 ante el Erzgebirge Aue. Regresó de su suspensión el 3 de agosto de 2013, y ayudó a su equipo en la victoria 4-1 sobre el Sportfreunde Baumberg en la DfB Pokal. Morales anotó su primer gol con el club el 11 de abril de 2014 en la derrota 1-2 ante el Paderborn.
Morales abrió la temporada 2014-15 anotando un gol en la fecha inaugural de la liga el 2 de agosto de 2014. En el empate 2-2 frente al FC St. Pauli.
Morales debutó en la 1. Bundesliga con el Ingolstadt el 15 de agosto de 2015. Asistió en el único gol del partido que su equipo ganaría 1-0 frente al FC Augsburgo.

### Fortuna Düsseldorf
En 2018 volvió a la 1. Bundesliga, en la que no estaba desde 2017 tras el descenso del FC Ingolstadt, gracias al Fortuna Düsseldorf, que acababa de lograr el ascenso a la máxima categoría del fútbol alemán.

## Selección nacional
Morales ha sido internacional con la selección de fútbol de Estados Unidos en una ocasión. Tiene doble nacionalidad (alemana y estadounidense) al ser hijo de un soldado peruanoestadounidense y madre alemana. Pero, según las reglas de la FIFA, solo puede jugar por una sola selección a nivel profesional. En agosto de 2011 expresó su interés por ser convocado a la selección de fútbol del Perú, aunque no cerró la puerta a ninguna de las tres opciones. El seleccionador Sergio Markarián incluso contactó con Morales y pensó incluirlo en una futura convocatoria. Sin embargo, Jurgen Klinsmann, entrenador de la selección de fútbol de los Estados Unidos, convocó a Morales al combinado estadounidense para los amistosos con Francia y Eslovenia en noviembre en 2011, pero no llegó a debutar.
El 16 de febrero de 2012 fue llamado por el entrenador de la selección estadounidense sub-23, Caleb Porter, al campamento del mes febrero en preparación para el torneo preolímpico de la CONCACAF. Debutó en la victoria 2-0 en el amistoso contra la selección sub-23 de México, pero finalmente no formó parte del equipo que participó en el torneo preolímpico.
El 15 de mayo de 2012 fue llamado por segunda vez al seleccionado estadounidense en miras a una serie de partidos amistosos a finales de mayo y junio, además de los primeros dos partidos clasificatorios a la Copa del Mundo 2014 del seleccionado estadounidense. No obstante, fue uno de los tres jugadores que finalmente no fueron incluidos en la última nómina. 
El 29 de enero de 2013, debutó con la selección absoluta de Estados Unidos en un amistoso internacional ante Canadá.
Morales fue incluido en la nómina preliminar para la Copa de Oro 2015, siendo la primera ocasión en que era convocado a un torneo oficial. Fue confirmado en la lista final de veintitrés jugadores el 23 de mayo de 2015. Jugó como titular el tercer partido de su selección por la fase de grupos ante Panamá, ligando de manera definitiva su futuro internacional a la selección estadounidense con esa presentación. No obstante, Morales sería reemplazado en la plantilla del conjunto estadounidense para la segunda fase del torneo.

## Estadísticas
Actualizado a la temporada 2024.
| Club | Div.          | Temporada     | Liga  | Liga  | Copas nacionales(1) | Copas nacionales(1) | Torneos internacionales(2) | Torneos internacionales(2) | Total | Total |
| Club | Div.          | Temporada     | Part. | Goles | Part.               | Goles               | Part.                      | Goles                      | Part. | Goles |
| --- | ------------- | ------------- | ----- | ----- | ------------------- | ------------------- | -------------------------- | -------------------------- | ----- | ----- |
| Hertha de Berlín II · Alemania | 4.ª           | 2008-09       | 4     | 0     | —                   | —                   | —                          | —                          | 4     | 0     |
| Hertha de Berlín II · Alemania | 4.ª           | 2009-10       | 26    | 4     | —                   | —                   | —                          | —                          | 26    | 4     |
| Hertha de Berlín II · Alemania | 4.ª           | 2010-11       | 26    | 3     | —                   | —                   | —                          | —                          | 26    | 3     |
| Hertha de Berlín II · Alemania | 4.ª           | 2011-12       | 16    | 1     | —                   | —                   | —                          | —                          | 16    | 1     |
| Hertha de Berlín II · Alemania | 4.ª           | 2012-13       | 10    | 3     | —                   | —                   | —                          | —                          | 10    | 3     |
| Hertha de Berlín II · Alemania | Total club    | Total club    | 82    | 11    | —                   | —                   | —                          | —                          | 82    | 11    |
| Hertha Berlín · Alemania | 2.ª           | 2010-11       | 3     | 0     | 0                   | 0                   | —                          | —                          | 3     | 0     |
| Hertha Berlín · Alemania | 1.ª           | 2011-12       | 8     | 0     | 2                   | 0                   | —                          | —                          | 10    | 0     |
| Hertha Berlín · Alemania | 2.ª           | 2012-13       | 9     | 1     | 1                   | 0                   | —                          | —                          | 10    | 1     |
| Hertha Berlín · Alemania | Total club    | Total club    | 20    | 1     | 3                   | 0                   | —                          | —                          | 23    | 1     |
| F. C. Ingolstadt 04 · Alemania | 2.ª           | 2013-14       | 32    | 1     | 2                   | 0                   | —                          | —                          | 34    | 1     |
| F. C. Ingolstadt 04 · Alemania | 2.ª           | 2014-15       | 32    | 2     | 1                   | 0                   | —                          | —                          | 33    | 2     |
| F. C. Ingolstadt 04 · Alemania | 1.ª           | 2015-16       | 24    | 1     | 1                   | 0                   | —                          | —                          | 25    | 1     |
| F. C. Ingolstadt 04 · Alemania | 1.ª           | 2016-17       | 27    | 1     | 1                   | 0                   | —                          | —                          | 28    | 1     |
| F. C. Ingolstadt 04 · Alemania | 2.ª           | 2017-18       | 27    | 4     | 2                   | 1                   | —                          | —                          | 29    | 5     |
| F. C. Ingolstadt 04 · Alemania | Total club    | Total club    | 142   | 9     | 7                   | 1                   | —                          | —                          | 149   | 10    |
| Fortuna Düsseldorf · Alemania | 1.ª           | 2018-19       | 23    | 1     | 3                   | 0                   | —                          | —                          | 26    | 1     |
| Fortuna Düsseldorf · Alemania | 1.ª           | 2019-20       | 27    | 1     | 4                   | 0                   | —                          | —                          | 31    | 1     |
| Fortuna Düsseldorf · Alemania | 2.ª           | 2020-21       | 15    | 0     | 2                   | 0                   | —                          | —                          | 17    | 0     |
| Fortuna Düsseldorf · Alemania | Total club    | Total club    | 65    | 2     | 9                   | 0                   | —                          | —                          | 74    | 2     |
| New York City F. C. Estados Unidos | 1.ª           | 2021          | 31    | 0     | —                   | —                   | —                          | —                          | 31    | 0     |
| New York City F. C. Estados Unidos | 1.ª           | 2022          | 24    | 0     | 2                   | 0                   | 5                          | 1                          | 31    | 1     |
| New York City F. C. Estados Unidos | 1.ª           | 2023          | 22    | 0     | 0                   | 0                   | 1                          | 0                          | 23    | 0     |
| New York City F. C. Estados Unidos | Total club    | Total club    | 77    | 0     | 2                   | 0                   | 6                          | 1                          | 85    | 1     |
| San Jose Earthquakes Estados Unidos | 1.ª           | 2024          | 23    | 0     | 2                   | 0                   | 3                          | 0                          | 28    | 0     |
| San Jose Earthquakes Estados Unidos | Total club    | Total club    | 23    | 0     | 2                   | 0                   | 3                          | 0                          | 28    | 0     |
| St. Louis City S. C. Estados Unidos | 1.ª           | 2025          | 0     | 0     | 0                   | 0                   | ―                          | ―                          | 0     | 0     |
| St. Louis City S. C. Estados Unidos | Total club    | Total club    | 0     | 0     | 0                   | 0                   | 0                          | 0                          | 0     | 0     |
| Total carrera | Total carrera | Total carrera | 409   | 23    | 23                  | 1                   | 9                          | 1                          | 441   | 25    |
| (1)Incluye datos de la DFB Pokal (2011-12 a 2020-21) y U. S. Open Cup (2022). (2)Incluye datos de la Liga de Campeones de la Concacaf (2022) y Leagues Cup (2023). |               |               |       |       |                     |                     |                            |                            |       |       |

## Palmarés

### Títulos nacionales
| Título  | Club                | País           | Año  |
| ------- | ------------------- | -------------- | ---- |
| MLS Cup | New York City F. C. | Estados Unidos | 2021 |